# Prix Puskás de la FIFA
Le prix Puskás de la FIFA, créé le 20 octobre 2009, récompense le joueur ou la joueuse ayant marqué « le plus beau but » de la saison. Son nom est un hommage à Ferenc Puskás, buteur hongrois des années 1950 et légende internationale du football.
Une commission de la FIFA présélectionne dix buts parmi ces critères :
- l'esthétique (critères subjectifs - frappe lointaine, action collective, but acrobatique, etc.) ;
- l'importance du match (critère objectif - par ordre décroissant : équipes nationales « A », tournois continentaux et championnats de première division) ;
- l'absence du facteur chance ou d'une erreur commise par l'autre équipe permettant le but ;
- le fair-play : le joueur ne doit pas s'être mal comporté durant le match ou avoir par exemple été convaincu de dopage ;
- la date : buts marqués lors de la saison écoulée (et non l'année civile).

Ce sont ensuite les internautes qui votent pour le « plus beau but ». Les résultats sont dévoilés lors de la cérémonie de gala du Ballon d'or et un trophée, gravé à son nom, est alors remis au vainqueur.
Le premier prix Puskás de la FIFA a été décerné au Portugais Cristiano Ronaldo le 21 décembre 2009.

## Palmarès
L'équipe mentionnée en premier sur chaque ligne était l'équipe receveuse lors du match en question, et l'équipe en gras est celle du joueur ou de la joueuse qui est nommé(e).
| Édition | Rang                                      | Joueur                                | Score                     | Adversaire                                | Lieu                                                   | Compétition                                     |
| 2009    |                                           |                                       |                           |                                           |                                                        |                                                 |
| ------- | ----------------------------------------- | ------------------------------------- | ------------------------- | ----------------------------------------- | ------------------------------------------------------ | ----------------------------------------------- |
| 2009    | 1er                                       | Cristiano Ronaldo (Manchester United) | 1-0                       | FC Porto                                  | Stade du Dragon                                        | Ligue des champions de l'UEFA (quart de finale) |
| 2009    | 2e                                        | Andrés Iniesta (FC Barcelone)         | 1-1                       | Chelsea FC                                | Stamford Bridge                                        | Ligue des champions de l'UEFA (demi-finale)     |
| 2009    | 3e                                        | Grafite (VfL Wolfsburg)               | 5-1                       | Bayern Munich                             | Volkswagen-Arena                                       | Championnat d'Allemagne (j.26)                  |
| 2010    |                                           |                                       |                           |                                           |                                                        |                                                 |
| 1er     | Hamit Altıntop (Turquie)                  | 3-0                                   | Kazakhstan                | Astana Arena                              | Éliminatoires de l'Euro 2012 (groupe A)                |                                                 |
| 2e      | Linus Hallenius (Hammarby IF)             | 0-2                                   | Syrianska FC              | Södertälje Fotbollsarena                  | Championnat de Suède D2 (j.12)                         |                                                 |
| 3e      | Giovanni van Bronckhorst (Pays-Bas)       | 3-2                                   | Uruguay                   | Cape Town Stadium                         | Coupe du monde (demi-finale)                           |                                                 |
| 2011    |                                           |                                       |                           |                                           |                                                        |                                                 |
| 1er     | Neymar (Santos FC)                        | 4-5                                   | Flamengo                  | Stade Urbano-Caldeira                     | Championnat du Brésil (j.12)                           |                                                 |
| 2e      | Wayne Rooney (Manchester United)          | 2-1                                   | Manchester City           | Old Trafford                              | Championnat d'Angleterre (j.27)                        |                                                 |
| 3e      | Lionel Messi (FC Barcelone)               | 3-1                                   | Arsenal FC                | Camp Nou                                  | Ligue des champions de l'UEFA (8e de finale)           |                                                 |
| 2012    |                                           |                                       |                           |                                           |                                                        |                                                 |
| 1er     | Miroslav Stoch (Fenerbahçe SK)            | 6-1                                   | Gençlerbirliği SK         | Stade Şükrü Saracoğlu                     | Championnat de Turquie (j.29)                          |                                                 |
| 2e      | Radamel Falcao (Atlético de Madrid)       | 2-1                                   | América de Cali           | Stade olympique Pascual-Guerrero          | Match amical                                           |                                                 |
| 3e      | Neymar (Santos FC)                        | 3-1                                   | SP Internacional          | Stade Urbano-Caldeira                     | Copa Libertadores (groupe 1)                           |                                                 |
| 2013    |                                           |                                       |                           |                                           |                                                        |                                                 |
| 1er     | Zlatan Ibrahimović (Suède)                | 4-2                                   | Angleterre                | Strawberry Arena                          | Match amical                                           |                                                 |
| 2e      | Nemanja Matić (Benfica Lisbonne)          | 2-2                                   | FC Porto                  | Estádio da Luz                            | Championnat du Portugal (j.14)                         |                                                 |
| 3e      | Neymar (Brésil)                           | 3-0                                   | Japon                     | Stade national de Brasilia Mané Garrincha | Coupe des confédérations (groupe A)                    |                                                 |
| 2014    |                                           |                                       |                           |                                           |                                                        |                                                 |
| 1er     | James Rodríguez (Colombie)                | 2-0                                   | Uruguay                   | Stade Maracanã                            | Coupe du monde (8e de finale)                          |                                                 |
| 2e      | Stephanie Roche (Peamount United)         | 2-0                                   | Wexford Youths            | Greenogue (en)                            | Championnat d'Irlande féminin                          |                                                 |
| 3e      | Robin van Persie (Pays-Bas)               | 5-1                                   | Espagne                   | Stade Octávio-Mangabeira                  | Coupe du monde (groupe B)                              |                                                 |
| 2015    |                                           |                                       |                           |                                           |                                                        |                                                 |
| 1er     | Wendell Lira (en) (Goianésia EC (en))     | 2-1                                   | Atlético Goianiense       |                                           | Championnat du Goiás (j.9)                             |                                                 |
| 2e      | Lionel Messi (FC Barcelone)               | 3-1                                   | Athletic Club             | Camp Nou                                  | Coupe d'Espagne (finale)                               |                                                 |
| 3e      | Alessandro Florenzi (AS Rome)             | 1-1                                   | FC Barcelone              | Stade olympique de Rome                   | Ligue des champions de l'UEFA (groupe E)               |                                                 |
| 2016    |                                           |                                       |                           |                                           |                                                        |                                                 |
| 1er     | Mohd Faiz Subri (Penang FA)               | 4-1                                   | Pahang FA                 | City Stadium (en)                         | Championnat de Malaisie (j.2)                          |                                                 |
| 2e      | Marlone (en) (SC Corinthians)             | 6-0                                   | Cobresal                  | Neo Química Arena                         | Copa Libertadores (groupe 8)                           |                                                 |
| 3e      | Daniuska Rodríguez (Venezuela -17 ans)    | 3-1                                   | Paraguay -17 ans          | Estadio Metropolitano de Fútbol de Lara   | Sudamericano Femenino des moins de 17 ans (groupe A)   |                                                 |
| 2017    |                                           |                                       |                           |                                           |                                                        |                                                 |
| 1er     | Olivier Giroud (Arsenal FC)               | 2-0                                   | Crystal Palace            | Emirates Stadium                          | Championnat d'Angleterre (j.19)                        |                                                 |
| 2e      | Oscarine Masuluke (Baroka FC)             | 1-1                                   | Orlando Pirates           | Stade Peter-Mokaba                        | Championnat d'Afrique du Sud (j.11)                    |                                                 |
| 3e      | Deyna Castellanos (Venezuela -17 ans (F)) | 2-1                                   | Cameroun -17 ans (F)      | Stade international d'Amman               | Coupe du monde féminine des moins de 17 ans (groupe B) |                                                 |
| 2018    |                                           |                                       |                           |                                           |                                                        |                                                 |
| 1er     | Mohamed Salah (Liverpool FC)              | 1-1                                   | Everton FC                | Anfield                                   | Championnat d'Angleterre (j.16)                        |                                                 |
| 2e      | Cristiano Ronaldo (Real Madrid)           | 3-0                                   | Juventus                  | Juventus Stadium                          | Ligue des champions de l'UEFA (quart de finale)        |                                                 |
| 3e      | Giorgian de Arrascaeta (Cruzeiro EC)      | 1-0                                   | América Mineiro           |                                           | Championnat du Minas Gerais                            |                                                 |
| 2019    |                                           |                                       |                           |                                           |                                                        |                                                 |
| 1er     | Dániel Zsóri (en) (Debreceni VSC)         | 2-1                                   | Ferencvaros TC            | Nagyerdei Stadion                         | Championnat de Hongrie (j.21)                          |                                                 |
| 2e      | Lionel Messi (FC Barcelone)               | 4-1                                   | Bétis Séville             | Stade Benito-Villamarín                   | Championnat d'Espagne (j.28)                           |                                                 |
| 3e      | Juan Fernando Quintero (River Plate)      | 2-0                                   | Racing Club de Avellaneda | Stade Monumental Antonio Vespucio Liberti | Championnat d'Argentine (j.18)                         |                                                 |
| 2020    |                                           |                                       |                           |                                           |                                                        |                                                 |
| 1er     | Son Heung-min (Tottenham Hotspur)         | 5-0                                   | Burnley Football Club     | Tottenham Hotspur Stadium                 | Championnat d'Angleterre (j.16)                        |                                                 |
| 2e      | Giorgian de Arrascaeta (CR Flamengo)      | 3-0                                   | Ceará SC                  |                                           | Championnat du Brésil (j.16)                           |                                                 |
| 3e      | Luis Suárez (FC Barcelone)                | 5-2                                   | RCD Majorque              | Camp Nou                                  | Championnat d'Espagne (j.16)                           |                                                 |
| 2021    |                                           |                                       |                           |                                           |                                                        |                                                 |
| 1er     | Erik Lamela (Tottenham Hotspur)           | 1-2                                   | Arsenal FC                | Emirates Stadium                          | Championnat d'Angleterre (j.28)                        |                                                 |
| 2e      | Patrik Schick (République Tchèque)        | 2-0                                   | Écosse                    | Hampden Park                              | Euro 2020 (Groupe D)                                   |                                                 |
| 3e      | Mehdi Taremi (FC Porto)                   | 1-0                                   | Chelsea                   | Stade Ramón Sánchez Pizjuán               | Ligue des champions de l'UEFA (quart de finale)        |                                                 |
| 2022    |                                           |                                       |                           |                                           |                                                        |                                                 |
| 1er     | Marcin Oleksy (Warta Poznań)              | 1-0                                   | Stal Rzeszów              |                                           | Championnat de Pologne handisport                      |                                                 |
| 2e      | Dimitri Payet (Olympique de Marseille)    | 2-1                                   | PAOK Salonique            | Stade Vélodrome                           | Ligue Europa Conférence (quart de finale)              |                                                 |
| 3e      | Richarlison (Brésil)                      | 2-0                                   | Serbie                    | Stade de Lusail                           | Coupe du monde (groupe G)                              |                                                 |
| 2023    |                                           |                                       |                           |                                           |                                                        |                                                 |
| 1er     | Guilherme Madruga (en) (Botafogo FC)      | 1-0                                   | Grêmio Novorizontino      |                                           | Championnat du Brésil de deuxième division (j.14)      |                                                 |
| 2e      | Nuno Santos (Sporting CP)                 | 3-0                                   | Boavista FC               | Estádio José Alvalade XXI                 | Championnat du Portugal (j.24)                         |                                                 |
| 3e      | Julio Enciso (Brighton and Hove Albion)   | 1-1                                   | Manchester City           | Falmer Stadium                            | Championnat d'Angleterre (j.32)                        |                                                 |
| 2024    |                                           |                                       |                           |                                           |                                                        |                                                 |
| 1er     | Alejandro Garnacho (Manchester United)    | 3-0                                   | Everton FC                | Goodison Park                             | Championnat d'Angleterre (j.13)                        |                                                 |
| 2e      | Yassine Benzia (Algérie)                  | 3-3                                   | Afrique du Sud            | Stade Nelson-Mandela                      | Match amical                                           |                                                 |
| 3e      | Denis Omedi (en) (Kitara FC)              | 3-3                                   | KCCA                      |                                           | FUFA Super 8                                           |                                                 |